# Vadim Bogiev
Vadim Iosifovič Bogiev (in russo Вадим Иосифович Богиев?; 27 dicembre 1970) è un ex lottatore russo.

## Palmarès

### Olimpiadi
- 1 medaglia:
  - 1 oro (Atlanta 1996 nei pesi leggeri)